# Matafelon-Granges
Pour les articles homonymes, voir Granges.
Matafelon-Granges [mataf(ə)lɔ̃ gʁɑ̃ʒ] est une commune française située dans le département de l'Ain, en région Auvergne-Rhône-Alpes. Elle se situe à environ 36 kilomètres de Bourg-en-Bresse et 16 kilomètres de Nantua. Elle résulte de la fusion de Matafelon et Granges en 1973.
Ses habitants s'appellent les Matafelonais et les Matafelonaises.

## Géographie

### Localisation
Matafelon-Granges se situe au centre-est du département de l'Ain dans le Haut Bugey, dans le massif du Jura. Elle résulte de la fusion, en 1973 des communes de Granges et de Matafelon. Son territoire se situe le long de la rivière d'Ain et en partie sur les Monts Berthiand. Il est délimité par 6 communes, dont 1 commune du département du Jura, Thoirette-Coisia,  Corveissiat, Bolozon, Sonthonnax-la-Montagne, Izernore et Samognat étant des communes de l'Ain.
La commune, en plus de Granges et de Matafelon, comprend 12 hameaux : Bombois était rattachée à Granges alors que Nébois, Sorpiat, Liliat, Chougeat, Meuillat, Charmine, Moux, Corcelles, Coiselet, le Port et Courtouphle étaient rattachées à Matafelon.
Le territoire communal est délimité à l'ouest pas la rivière d'Ain et par l'Oignin à l'est, le confluent marquant la limite nord de la commune.

### Climat
Pour des articles plus généraux, voir Climat d'Auvergne-Rhône-Alpes et Climat de l'Ain.
En 2010, le climat de la commune est de type climat des marges montargnardes, selon une étude du CNRS s'appuyant sur une série de données couvrant la période 1971-2000. En 2020, Météo-France publie une typologie des climats de la France métropolitaine dans laquelle la commune est dans une zone de transition entre le climat semi-continental et le climat de montagne et est dans la région climatique Jura, caractérisée par une forte pluviométrie en toutes saisons (1 000 à 1 500 mm/an), des hivers rigoureux et un ensoleillement médiocre.
Pour la période 1971-2000, la température annuelle moyenne est de 10,9 °C, avec une amplitude thermique annuelle de 17,7 °C. Le cumul annuel moyen de précipitations est de 1 488 mm, avec 12,5 jours de précipitations en janvier et 8,6 jours en juillet. Pour la période 1991-2020, la température moyenne annuelle observée sur la station météorologique de Météo-France la plus proche, sur la commune de Giron à 17 km à vol d'oiseau, est de 8,4 °C et le cumul annuel moyen de précipitations est de 1 672,4 mm,. Pour l'avenir, les paramètres climatiques de la commune estimés pour 2050 selon différents scénarios d'émission de gaz à effet de serre sont consultables sur un site dédié publié par Météo-France en novembre 2022.

### Hydrographie
Les rivières de l'Ain et de l'Oignin marquant les limites de la commune, il existe également d'autres ruisseaux la serpentant. Le Magolay est un petit ruisseau passant par Nébois et le Bief du Rore par Sorpiat, les deux se jettent dans l'Oignin. Sur l'autre versant du mont Berthiand coulent les ruisseaux qui se jettent dans l'Ain. Le plus long est le ruisseau de Bombois, il traverse Heyriat et franchit une barre rocheuse par la cascade de Pissevache. Il y a aussi les ruisseaux de Granges, Courtouphle et de Moux. Leur débit est relativement variable selon la pluviosité.
Deux barrages hydroélectriques sont présents sur la commune et ont créé des lacs de retenue. Il en existe un sur l'Oignin, créé par le barrage de charmine. Un camping a été installé à son bord. L'autre, sur l'Ain est créé par le barrage de Cize-Bolozon, il a élargi le lit de la rivière jusqu'au pont de Thoirette.

### Voies de communication et transports
Le village se trouve à environ 10 kilomètres de l'entrée "Oyonnax" de l'autoroute A 404. Celle-ci rejoint l'autoroute A 40 en 16 kilomètres.
Matafelon se trouve sur le col du même nom situé sur la départementale 18 qui mène à Izernore et à Thoirette. Cette départementale relie la départementale 936 entre Bourg-en-Bresse et Dortan à la départementale 979 entre Nantua et Bourg-en-Bresse. La route départementale 11 à flanc des Monts Berthiand permet de rejoindre Cerdon et la départementale 91 qui longe la rivière d'Ain va jusqu'à Poncin.

## Urbanisme

### Typologie
Au 1er janvier 2024, Matafelon-Granges est catégorisée commune rurale à habitat dispersé, selon la nouvelle grille communale de densité à 7 niveaux définie par l'Insee en 2022.
Elle est située hors unité urbaine. Par ailleurs la commune fait partie de l'aire d'attraction d'Oyonnax, dont elle est une commune de la couronne,. Cette aire, qui regroupe 40 communes, est catégorisée dans les aires de 50 000 à moins de 200 000 habitants,.

### Occupation des sols
L'occupation des sols de la commune, telle qu'elle ressort de la base de données européenne d’occupation biophysique des sols Corine Land Cover (CLC), est marquée par l'importance des forêts et milieux semi-naturels (65,1 % en 2018), une proportion sensiblement équivalente à celle de 1990 (65,7 %). La répartition détaillée en 2018 est la suivante : 
forêts (65,1 %), prairies (18,5 %), eaux continentales (8,5 %), zones agricoles hétérogènes (4,2 %), terres arables (2,1 %), zones urbanisées (1,5 %), zones humides intérieures (0,1 %).
L'évolution de l’occupation des sols de la commune et de ses infrastructures peut être observée sur les différentes représentations cartographiques du territoire : la carte de Cassini (XVIIIe siècle), la carte d'état-major (1820-1866) et les cartes ou photos aériennes de l'IGN pour la période actuelle (1950 à aujourd'hui).

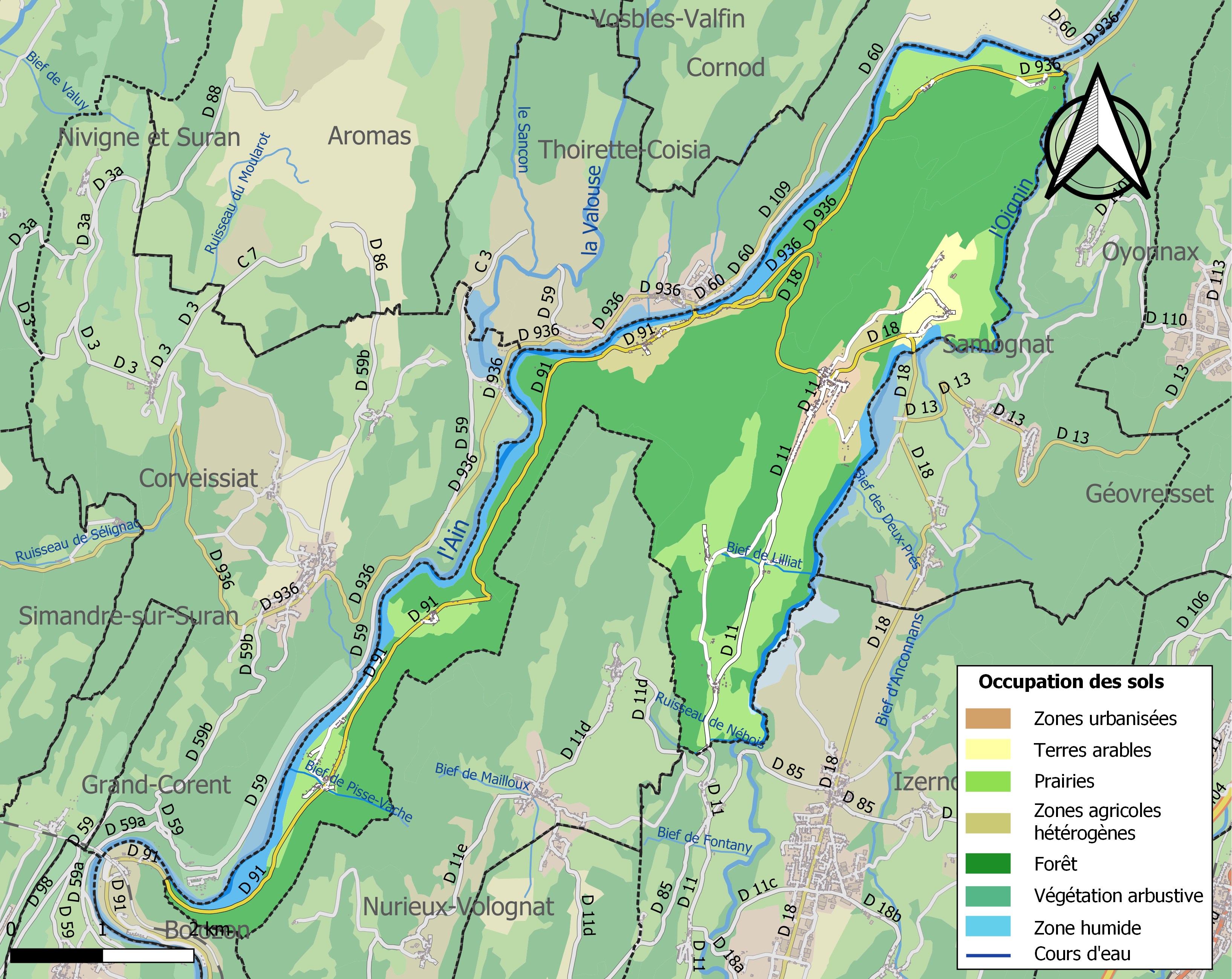
Carte des infrastructures et de l'occupation des sols de la commune en 2018 (CLC).

#### Morphologie urbaine
Le territoire communal représente deux étroites bandes parallèles orientées sur un axe nord-sud et reliées au nord. À l'est se trouve le village même de Matafelon, qui est délimité par l'Oignin avec à son autre rive le village de Samognat. Le confluent de l'Oignin et de l'Ain marque la limite nord de la commune, et l'Ain les limites ouest avec les communes de Thoirette et de Corveissiat, jusqu'à Bolozon. Enfin, le territoire de Sonthonnax-la-Montagne semble s'encastrer dans celui de Matafelon-Granges par le sud.

#### Logement
Le nombre total de logements dans la commune est de 358. Parmi ces logements, 54,2 % sont des résidences principales, 41,1 % sont des résidences secondaires et 4,7 % sont des logements vacants. Ces logements sont pour une part de 95,9 % des maisons individuelles, aucun appartement et enfin seulement 4,1 % sont des logements d'un autre type. La part d'habitants propriétaires de leur logement est de 86,1 %. Ce qui est supérieur à la moyenne nationale qui se monte à près de 55,3 %. En conséquence, la part de locataires est de 10,8 % sur l'ensemble des logements qui est inversement inférieur à la moyenne nationale qui est de 39,8 %. On peut noter également que 3,1 % des habitants de la commune sont des personnes logées gratuitement alors qu'au niveau de l'ensemble de la France le pourcentage est de 4,9 %. Toujours sur l'ensemble des logements de la commune, aucun ne sont des studios, 3,6 % sont des logements de deux pièces, 20,6 % en ont trois, 31,4 % des logements disposent de quatre pièces, et 44,3 % des logements ont cinq pièces ou plus.

### Toponymie

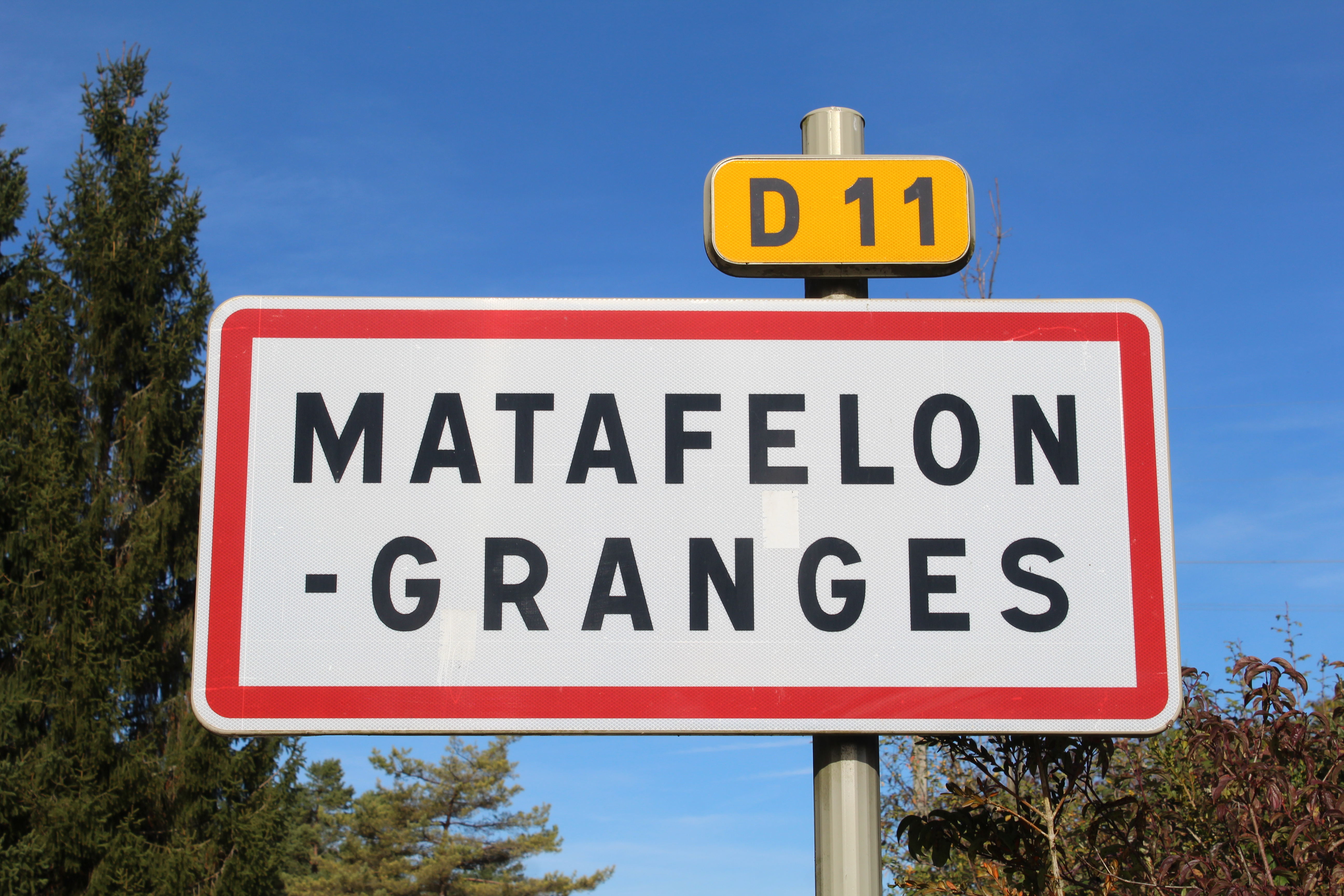
Panneau d'entrée.

## Histoire

### Faits historiques
Au XIe siècle, le château de Thoire se situait sur le territoire actuel de la commune. Celui-ci dominait la vallée de l'Ain et appartenait à la famille du même nom. Le portail qui subsistait au XVIIe siècle à aujourd'hui disparu.
Au cours de la première moitié du XIIIe siècle, les sires de Thoire édifièrent un château à Matafelon, afin de fortifier leur frontière avec le Revermont passé dans la mouvance des comtes de Savoie. Celui-ci fut cependant rapidement donné pour partie en fief (2/3) à une famille de chevaliers qui avait ou qui prit dès lors le nom de famille de Matafelon.
En 1280, Humbert IV, sire de Thoire-Villars, déclare le village libre et franc. À cette occasion, la famille part résider au château de Montréal, qui leur permet une meilleure surveillance des frontières de leur domaine avec celui de Nantua. En 1402, Humbert VII de Thoire-Villars († 1424) vend le territoire au comte Amédée VIII de Savoie, mais la population était très hostile à cette venue.
La région connut des périodes de troubles violents avec les campagnes de Vergy en 1402 et de Biron en 1595 et 1600, où les châteaux furent rasés. Entre 1814 et 1815, les troupes autrichiennes pillèrent les habitants de certains de leurs biens, et plus récemment l'armée allemande, en 1944 détruisit notamment la mairie du village, fusilla et déporta une partie de la population.
Le 1er janvier 1973, Matafelon et Granges fusionnent pour former Matafelon-Granges.

## Politique et administration

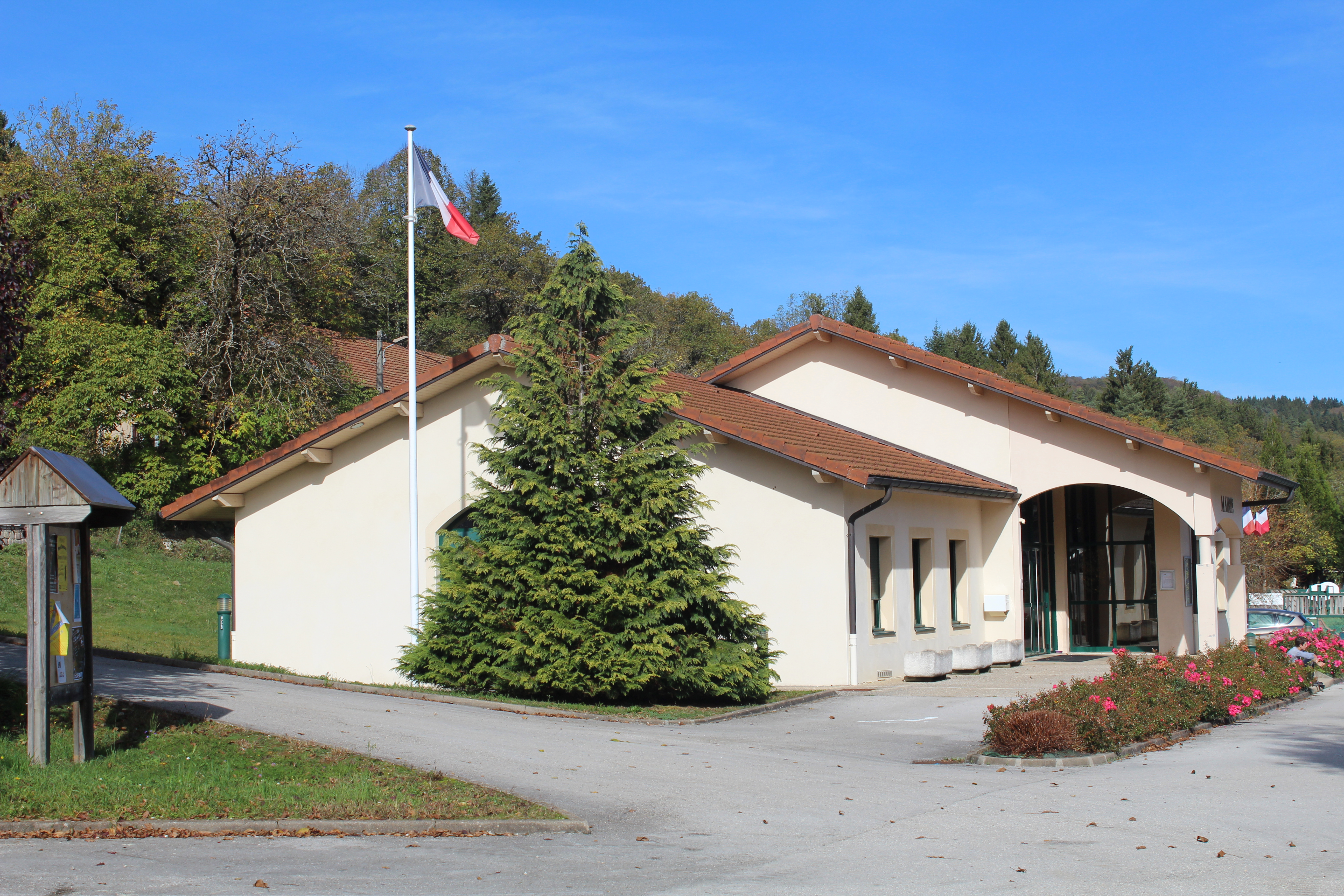
Mairie.

### Tendances politiques
- Résultats électoraux en ligne sur le site du Ministère de l'Intérieur

Élections présidentielles, résultats des deuxièmes tours :
- élection présidentielle de 2007 : 68,54 % pour M. Nicolas Sarkozy (UMP), 31,46 % pour Mme Ségolène Royal (PS), 86,56 % de participation.
- élection présidentielle de 2002 : 70,99 % pour M. Jacques Chirac (UMP), 29,01 % pour M. Jean-Marie Le Pen (FN), 79,13 % de participation.

Élections législatives, résultats des deuxièmes tours :
- élections législatives de 2007 : 48,52 % pour  M. Charles de La Verpillière (UMP) (Élu au premier tour), 54,55 % de participation.
- élections législatives de 2002 : 65,75 % pour M. Lucien Guichon (UMP), 34,25 % pour Mme Éliane Drut-Gorju (PS), 49,87 % de participation.

Élections européennes, résultats des deux meilleurs scores :
- élections européennes de 2004 : 24,40 % pour M. Michel Rocard (PS), 23,81 % pour M. Jean-Marie Le Pen (FN), 43,52 % de participation.

Élections régionales, résultats des deux meilleurs scores :
- élections régionales de 2004 : 43,41 % pour M. Jean-Jack Queyranne (LGA), 39,28 % pour Mme Anne-Marie Comparini (LDR), 62,91 % de participation.

Élections cantonales, résultats des deuxièmes tours :
- élections cantonales de 2008 : 47,20 % pour M. Mario Borroni (DVG), 31,31 % pour M. Michel Colletaz (UMP), 48,12 % de participation.
- élections cantonales de 2001[Note 3] : 51,19 % pour Mme Laurence Jeanneret-Nguyen (DL), 48,81 % pour M. Michel Genoux (DVD), 60,42 % de participation.

Élections municipales, résultats des deuxièmes tours :
- élections municipales de 2008 : M. Jean-Pierre Duparchy est élu pour un premier mandat de maire, résultats complets sur le site du ministère de l'Intérieur, 67,11 % de participation.
- élections municipales de 2001 : M. Yves Rognard est élu pour un deuxième mandat de maire, - % de participation.

Référendums :
- Référendum de 2005 relatif au traité établissant une Constitution pour l'Europe : 38,81 % pour le "Oui", 61,19 % pour le "Non", 69,21 % de participation.

### Liste des maires
Liste de l'ensemble des maires qui se sont succédé à la mairie de la commune :
| Période                                  | Période   | Identité             | Étiquette | Qualité               |
| ---------------------------------------- | --------- | -------------------- | --------- | --------------------- |
| 1920                                     | 1925      | Adolphe Reydellet    | SFIO      |                       |
| juin 1995                                | mars 2008 | Yves Rognard         |           | Maire                 |
| mars 2008                                | En cours  | Jean-Pierre Duparchy | SE        | Fonctionnaire - maire |
| Les données manquantes sont à compléter. |           |                      |           |                       |

### Jumelages
La commune n'a pas développé d'association de jumelage.

## Population et société

### Démographie

#### Évolution démographique
L'évolution du nombre d'habitants est connue à travers les recensements de la population effectués dans la commune depuis 1793. Pour les communes de moins de 10 000 habitants, une enquête de recensement portant sur toute la population est réalisée tous les cinq ans, les populations de référence des années intermédiaires étant quant à elles estimées par interpolation ou extrapolation. Pour la commune, le premier recensement exhaustif entrant dans le cadre du nouveau dispositif a été réalisé en 2006.
En 2022, la commune comptait 630 habitants, en évolution de −2,33 % par rapport à 2016 (Ain : +5,15 %, France hors Mayotte : +2,11 %).
| 1793 | 1800 | 1806 | 1821 | 1831 | 1836 | 1841 | 1846 | 1851 |
| ---- | ---- | ---- | ---- | ---- | ---- | ---- | ---- | ---- |
| 516  | 701  | 783  | 499  | 719  | 812  | 785  | 823  | 800  |

| 1856 | 1861 | 1866 | 1872 | 1876 | 1881 | 1886 | 1891 | 1896 |
| ---- | ---- | ---- | ---- | ---- | ---- | ---- | ---- | ---- |
| 754  | 717  | 721  | 678  | 673  | 639  | 590  | 566  | 528  |

| 1901 | 1906 | 1911 | 1921 | 1926 | 1931 | 1936 | 1946 | 1954 |
| ---- | ---- | ---- | ---- | ---- | ---- | ---- | ---- | ---- |
| 504  | 477  | 435  | 426  | 348  | 325  | 272  | 235  | 313  |

| 1962 | 1968 | 1975 | 1982 | 1990 | 1999 | 2006 | 2011 | 2016 |
| ---- | ---- | ---- | ---- | ---- | ---- | ---- | ---- | ---- |
| 298  | 262  | 296  | 336  | 406  | 483  | 641  | 652  | 645  |

| 2021 | 2022 | - | - | - | - | - | - | - |
| ---- | ---- | - | - | - | - | - | - | - |
| 629  | 630  | - | - | - | - | - | - | - |

#### Pyramide des âges
En 2021, le taux de personnes d'un âge inférieur à 30 ans s'élève à 28,8 %, soit en dessous de la moyenne départementale (35,3 %). À l'inverse, le taux de personnes d'âge supérieur à 60 ans est de 26,8 % la même année, alors qu'il est de 24,3 % au niveau départemental.
En 2021, la commune comptait 334 hommes pour 295 femmes, soit un taux de 53,10 % d'hommes, largement supérieur au taux départemental (49,35 %).
Les pyramides des âges de la commune et du département s'établissent comme suit :
| Hommes | Classe d’âge | Femmes |
| ------ | ------------ | ------ |
| 0,3    | 90 ou +      | 0,3    |
| 4,3    | 75-89 ans    | 7,7    |
| 21,7   | 60-74 ans    | 19,4   |
| 26,8   | 45-59 ans    | 28,5   |
| 18,4   | 30-44 ans    | 14,8   |
| 11,8   | 15-29 ans    | 14,4   |
| 16,7   | 0-14 ans     | 14,8   |

| Hommes | Classe d’âge | Femmes |
| ------ | ------------ | ------ |
| 0,6    | 90 ou +      | 1,6    |
| 6,3    | 75-89 ans    | 8,1    |
| 15,5   | 60-74 ans    | 16,2   |
| 21     | 45-59 ans    | 20,4   |
| 19,8   | 30-44 ans    | 19,8   |
| 16,4   | 15-29 ans    | 15     |
| 20,4   | 0-14 ans     | 18,9   |

### Enseignement
Une mairie-école fut construite en 1864, elle fut agrandie en 1885 après l'achat d'une maison contiguë. En juillet 1944, le passage des troupes allemandes fut fatal au bâtiment puisque celles-ci le brulêrent intégralement.
Le groupe scolaire actuel fut construit en 1945. Mais le regroupement avec la commune de Granges ainsi que l'accroissement de la population nécessita l'agrandissement du groupe. C'est en 1986 que fut construite l'école maternelle et un préau, puis en 1996 une bibliothèque fut aménagée.
Les collèges les plus proches de Matafelon sont les collèges Lumière et Ampère d’Oyonnax. Le département de l'Ain met à disposition un transport scolaire gratuit le matin et le soir qui passe par plusieurs arrêts dans les différents hameaux de la commune.
Il en est de même pour le transport jusqu'au lycée. Matafelon se situe dans le secteur des lycées Arbez-Carme de Bellignat et Paul-Painlevé d'Oyonnax.

### Manifestations culturelles et festivités
La fête patronale a lieu le 2e dimanche de juin.

### Santé
Les pharmacies les plus proches sont celles d'Izernore et de Thoirette. Des médecins s'y trouvent également.
Matafelon se situe dans le secteur du centre hospitalier du Haut Bugey à Oyonnax. Ce bâtiment ouvert en 2007 a permis le regroupement des hôpitaux d'Oyonnax et de Nantua qui dataient de l'avant-guerre, mais également une mise aux normes de leurs infrastructures.

### Médias
Le journal Le Progrès propose une édition locale aux communes du Haut-Bugey. Il parait du lundi au dimanche et traite des faits divers, des évènements sportifs et culturels au niveau local, national, et international. La chaîne France 3 Rhône Alpes Auvergne est disponible dans la région.

## Économie
Jusqu'en 1930, les hameaux de la commune en bordure de la rivière d'Ain étaient spécialisés dans la construction de bateaux et de radeaux permettant le transport humain et de marchandises par l'Ain puis le Rhône jusqu'à Lyon. Cette activité est aujourd'hui terminée.
L'agriculture a également tenu une place importante dans l'économie de la commune. Il reste aujourd'hui six exploitations agricoles. La spécialité de celles-ci étant l'élevage pour la production de lait. Cette production permet de faire du comté (fromage labellisé), du beurre, de la crème et des fromages blancs. La production de viande bovine fait également partie de ces productions.
La proximité de la commune avec la Plastics Vallée offre à la population un bon réservoir d'emploi. De plus il existe quelques entreprises artisanales dans les domaines du bâtiment, de la réparation automobile, dans la transformation de matières plastiques ou encore dans la restauration.
En effet, la construction en 1950 du barrage de Charmine sur l'Oignin ayant créé un lac de retenue de 77 hectares. il a permis de développer le tourisme avec un camping mais également une auberge. D'autres activités sont liées à ce lac, telles la pêche, ou les sports nautiques.
Le taux de chômage pour la commune est de 6,4 % pour l'ensemble de la population de Matafelon. Le taux d'activité étant de 60,9 % de la population.

### Revenus de la population et fiscalité
Selon l'enquête de l'INSEE en 1999, les revenus moyens par ménage sont de l'ordre de 16 764 € par an, alors que la moyenne nationale est de 15 027 € par an. Par contre, aucun foyer n'est soumis à l'impôt de solidarité sur la fortune.

### Emploi
En 1999, la population de Matafelon se répartissait à 48,6 % d'actifs, ce qui est légèrement supérieur au 45,2 % d'actifs de la moyenne nationale, 22,3 % de retraités, un chiffre également supérieur au 18,2 % national. On dénombrait également 24 % de jeunes scolarisés et 5,2 % d'autres personnes sans activité.
Le taux d'activité  de la population des 20 à 59 ans de Matafelon était de 91 %, avec un taux de chômage de 6,4 %, donc bien inférieur à la moyenne nationale de 12,9 % de chômeurs.
Répartition des emplois par domaine d'activité
|                             | Agriculteurs | Artisans, commerçants, chefs d'entreprise | Cadres, professions intellectuelles | Professions intermédiaires | Employés | Ouvriers |
| --------------------------- | ------------ | ----------------------------------------- | ----------------------------------- | -------------------------- | -------- | -------- |
| Matafelon-Granges           | 0 %          | 8,5 %                                     | 10,2 %                              | 25,4 %                     | 23,7 %   | 32,2 %   |
| Moyenne nationale           | 2,4 %        | 6,4 %                                     | 12,1 %                              | 22,1 %                     | 29,9 %   | 27,1 %   |
| Sources des données : INSEE |              |                                           |                                     |                            |          |          |

### Entreprises de l'agglomération
En 2004, 22 établissements étaient recensés à Matafelon dont 5 sont des industries des biens intermédiaires, 4 des commerces, 3 des services aux entreprises, 3 des entreprises de construction.
On peut noter que 2 entreprises ont été créées en 2004, ce qui classe Matafelon 14825e des communes au niveau des créations d'entreprises.

### Commerce
Il y a Matafelon une auberge-restaurant et un camping.

## Culture locale et patrimoine

### Lieux et monuments

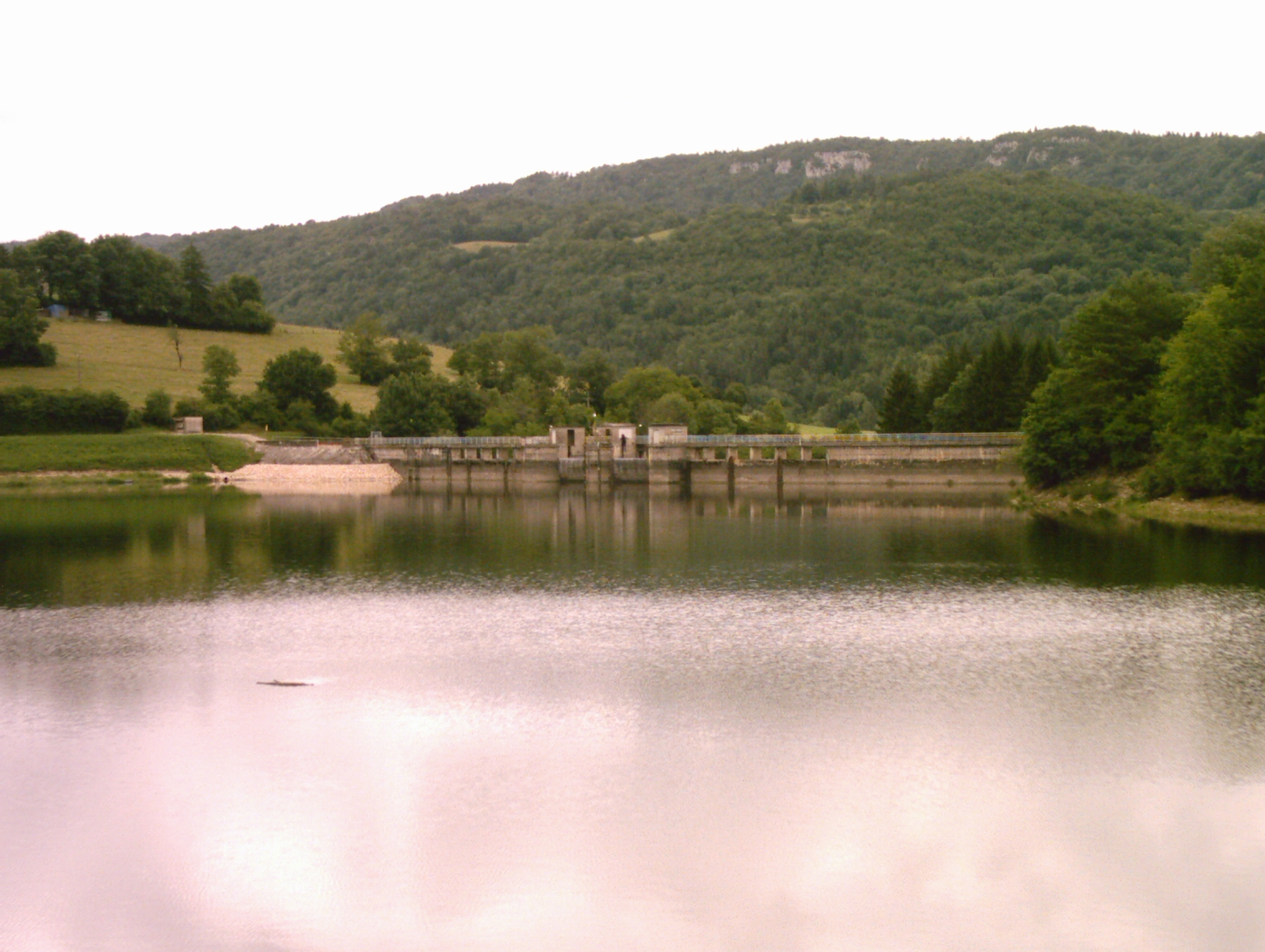
Le barrage.

- Le barrage dit de Moux a profondément modifié l'aspect de la commune. Il a en effet provoqué l'établissement du lac dans la commune. Il a été construit pour la régularité du débit de l'Oignin. Ainsi, un tunnel a été construit dans la montagne jusqu'à la centrale électrique le long de la rivière d'Ain, recréant les conditions d'une chute des eaux de l'Oignin dans l'Ain. Le barrage, construit en béton, est haut de 17 mètres, large de 160 mètres et épais de 17 mètres.
- Le château de Coiselet appartenait, à l'origine, à la famille Alleman qui arriva dans le Haut-Bugey au XIVe siècle. Il fut construit en 1322 au-dessus du confluent de l'Oignin et de l'Ain. Le déménagement des descendants provoqua une détérioration du château. En mai 1517 Philiberte Aleman céda le château de Coiselet à Philippe et Barthélemy de Forcrand, seigneurs d'Arromas. Il fut rénové en 1880, puis en 1961. Depuis 1517 le château est demeuré au sein de cette même famille.

Ce château fait l’objet d’une inscription au titre des monuments historiques depuis 1983.

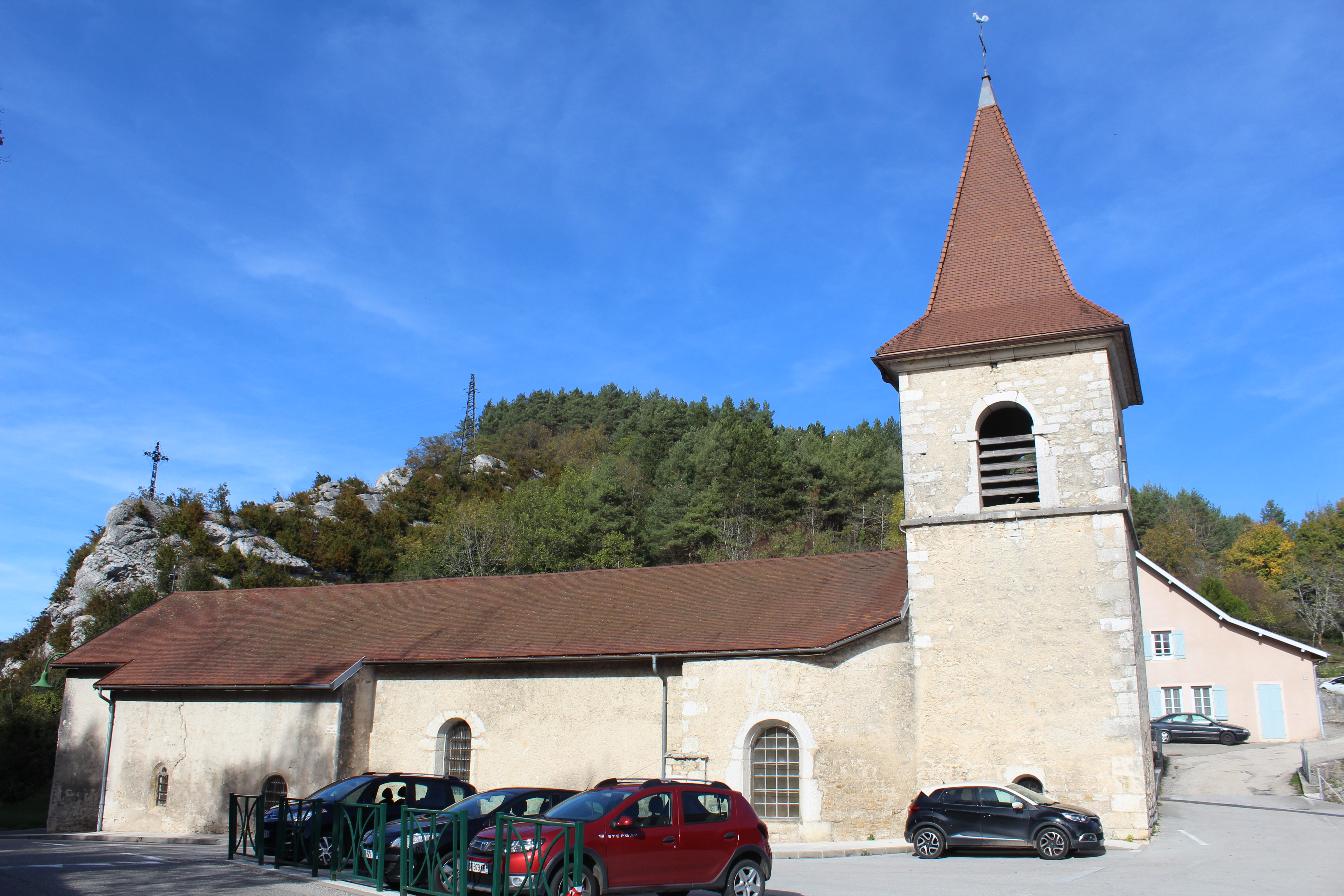
Église Saint-Cyr-et-Sainte-Julitte.

- L'église Saint-Cyr-et-Sainte-Julitte de Matafelon est située à l'extrémité ouest du village au niveau du col de Matafelon. L'ancien cimetière qui l'entourait est aujourd'hui remplacé par un terre-plein qui fait office de parking. Elle a probablement été construite au XIIIe siècle par le sire de Thoire.
- La chapelle Saint-Antoine de Granges est une ancienne église paroissiale placée sous la vocable de Saint Antoine. Elle est construite au début du XIIe siècle.

#### Patrimoine naturel
- Une curiosité naturelle[28] a créé une légende dans la région. Le long de la rivière d'Ain se trouve sur une falaise une grande table de pierre, dite Pierre qui vire, longue de 6,3 m par 4,8 m et de 90 cm d'épaisseur. Elle est inscrite depuis 1880 au catalogue des monuments mégalithiques de France. La légende veut que chaque nuit de Noël la pierre fait un tour sur elle-même. Mais si quelqu'un cherchait à observer ce phénomène, il se ferait dévorer par une vouivre[Note 5]. Une variante de cette légende prétend que celui qui échapperait à la vouivre mourrait dans l'année suivante.
- Le col de Matafelon a la particularité d'être une échancrure étroite dans le pli des Monts Berthiand. La route qui s'y faufile permet de rejoindre d'un côté la plaine d'Izernore, et de l'autre, par le biais d'une descente à flanc de montagne, la vallée de l'Ain et plus particulièrement la rivière d'Ain. La population s'y est établie en construisant des habitations.
- La grotte de Courtouphle[29] permet une traversée spéléologique de 500 mètres de longueur et de 114 mètres de dénivelée. Des colonies de minioptères et de rhinolophes sont présentes dans les galeries de cette cavité naturelle dont le développement total topographié est d'environ 1,4 kilomètre. Des vestiges préhistoriques avaient également été signalés dans le porche d'entrée au XIXe siècle[30].

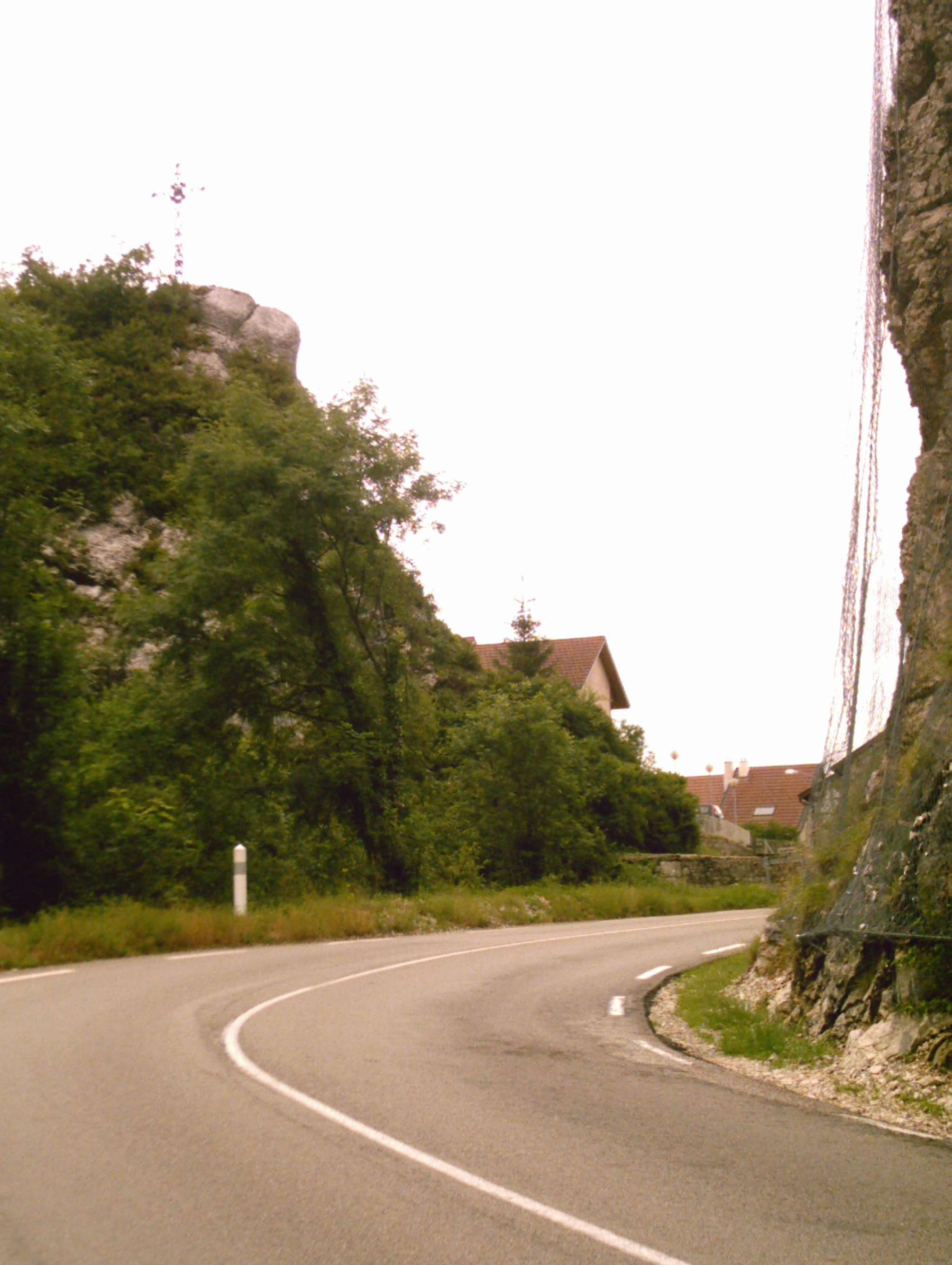
Le col de Matafelon.